# Nuphar pumila
Espèce
Classification phylogénétique
Nuphar pumila, le nénuphar nain ou nénufar nain, est une espèce de plantes à fleurs de la famille des Nymphaeaceae.

## Description

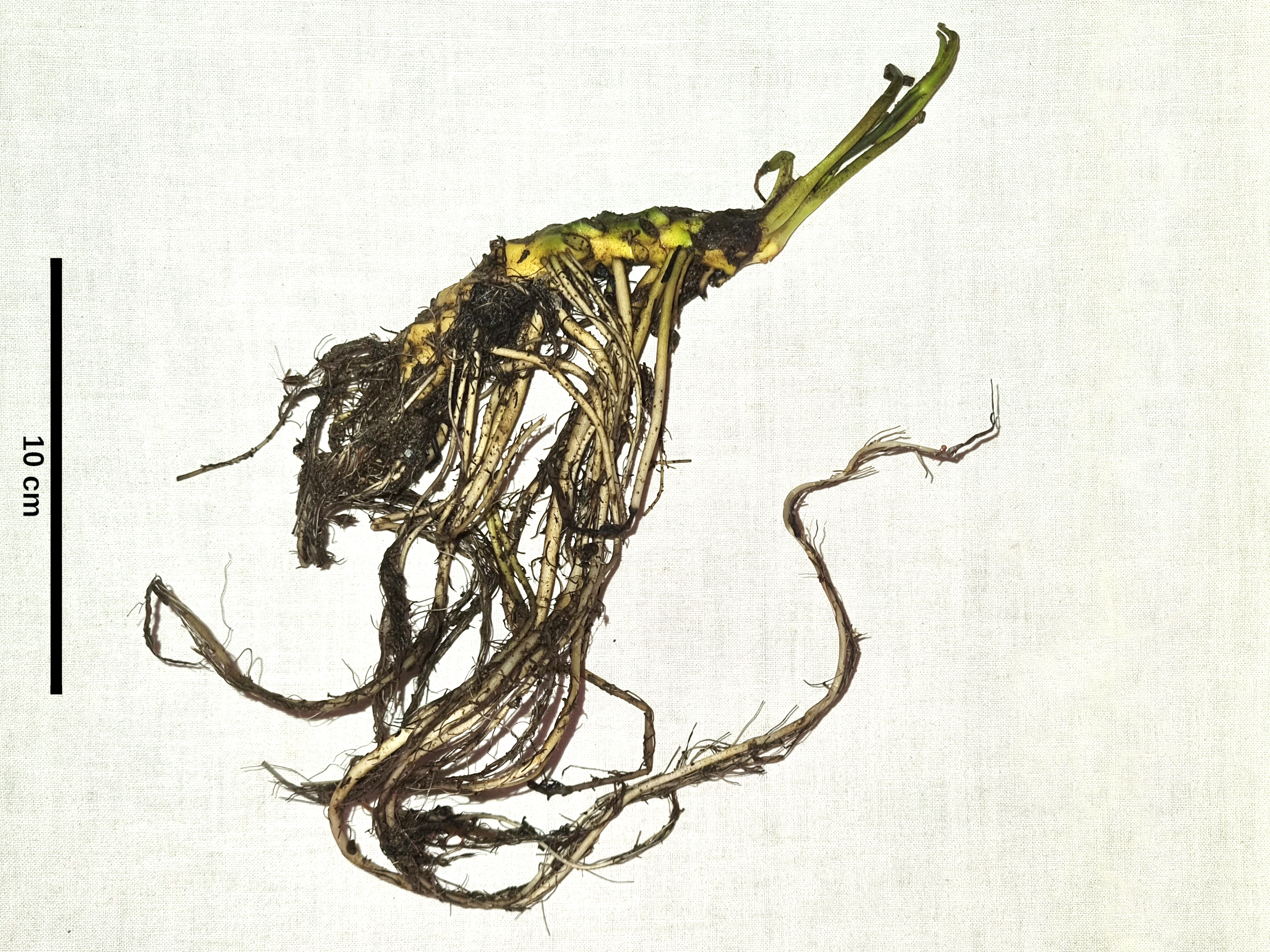
Rhizome de Nuphar pumila avec barre d'échelle (10 cm)

C'est une plante herbacée aquatique dont les racines sont fixées au sol alors que le limbe des feuilles repose à la surface de l'eau.

## Répartition
Le nénuphar nain est une plante boréale qui croît dans le nord de l'Europe, de l'Asie et de l'Amérique. En dehors de cette aire de répartition, il est rare et se rencontre seulement dans quelques lacs d'altitude, en particulier en Europe centrale et occidentale. En France, il est présent dans les Vosges, le Jura et le Massif central mais il y est très menacé. On peut par exemple l'observer au lac de la Maix (Vosges), dans la tourbière de Machais (Vosges), au lac de Malpas (Doubs) ou au lac des Salhiens (monts d'Aubrac dans le Massif central).